# Alkurhah
Alkurhah (xi Cephei) is een ster in het sterrenbeeld Cepheus.
De ster staat ook bekend als Al Kirdah en Kurhah.
De ster maakt deel uit van de Hyadengroep.